# Tatsumi Naofumi

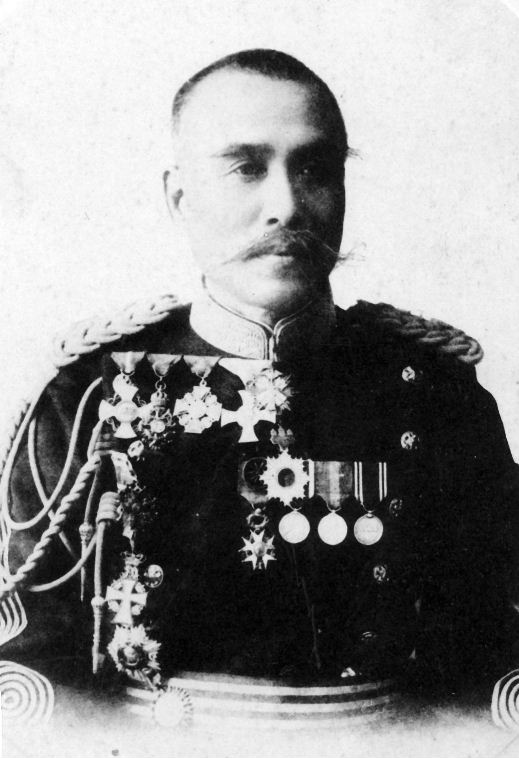
Naofumi Tatsumi

Danshaku Tatsumi Naofumi (jap. 立見 尚文; * 21. August 1845 in Kuwana, Japan; † 6. März 1907 in Tokio, Japanisches Kaiserreich) war ein General des Kaiserlich Japanischen Heeres.

## Leben
Naofumi wurde als Tatsumi Kanzaburō (jap. 立見鑑三郎) im Kuwana-Lehen geboren. Im Boshin-Krieg von 1868 bis 1869 kämpfte er im Zuge der Meiji-Restauration gegen die kaiserlichen Truppen. Nach Ende der Kämpfe wurde er gefangen genommen und änderte seinen Namen in Naofumi. Begnadigt von der kaiserlichen Regierung wurde er zunächst Justizbeamter.
Nach der Satsuma-Rebellion von 1877 trat er als Major in das Kaiserliche Heer ein und kämpfte während des ersten Japanisch-Chinesischen Krieges.
Am 31. Oktober 1898 übernahm er als Generalleutnant die 8. Division und führte diese in den Russisch-Japanischen Krieg. Seine Division war der 2. Armee unterstellt und nahm an der Schlacht von Sandepu teil.
Im Mai 1906 wurde er zum General befördert und Anfang 1907 folgte die Ernennung zum Danshaku (Baron) nach dem japanischen Adelssystem des Kazoku.
Naofumi starb am 6. März 1907 in Tokio.